# فيلا توغندهات

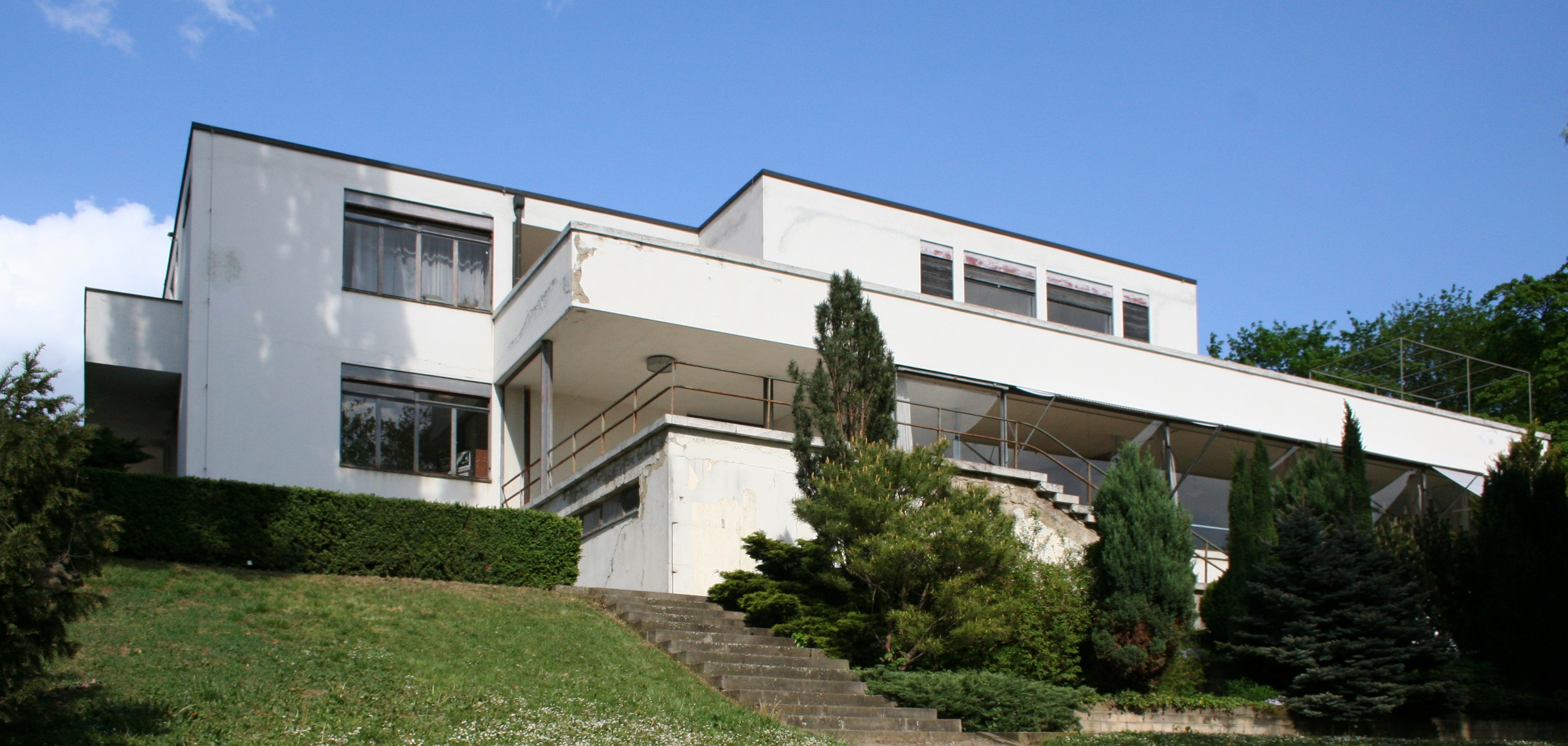
واجهة فيلا توغندهات

فيلا توغندهات (Villa Tugendhat) هو مبنى تاريخي في حي الأثرياء في Černá Pole في برنو، جمهورية التشيك. وهو واحد من النماذج الرائدة للهندسة المعمارية الحديثة في أوروبا، وصمم من قبل المهندس المعماري الألماني لودفيغ ميس فان دير روه. مبنية من الخرسانة المسلحة بين 1928 و1930  لفريتز توغندهات وزوجته غريتا، وسرعان ما أصبحت الفيلا رمز الحداثة.

## المفهوم الفلسفي
المفهوم الفلسفي لمنزل توغندهات، الذي وضعه المهندس المعماري لودفيج ميس فان دير روه، يدور حول مفهوم الفراغ كتجربة. وفقًا لميس، الفراغ ليس مجرد بعد فضائي، بل إنه إحساس ينبعث من الإدراك لبعض العناصر المعمارية مثل الضوء، والمادة، والشكل. تم تصميم منزل توغندهات لخلق سلسلة من الأماكن السهلة والمفتوحة التي تشجع على الإدراك لهذه العناصر وإنشاء تجربة فراغية.
وفي هذا الشأن، يمثل المفهوم الفلسفي لمنزل توغندهات شكلاً من أشكال جمالية الإدراك، حيث ينبع الجمال من الخبرة الحسية للعناصر المعمارية. وقد كان هذا الفكر مؤثرًا بشدة على العمارة الحديثة وساهم في إعادة تعريف دور المهندس المعماري كمنشء لتجارب فراغية بدلاً من المباني المادية فحسب.
لقد تفاعل لودفيغ ميس فان دير روه  مع الفلسفة بشكل كبير، حيث أثرت على عمله كمعماري. حاول ميس دمج نظريات الفلسفة والمثل الجمالية لعصره داخل عمله المعماري. المفهوم الفلسفي للمساحة كتجربة ادراكية، يمثل فقط واحدًا من الطرق التي قام بها ميس بتضمين الفلسفة في عمله.
أثرت فلسفة إيمانويل كانط، التي وضعت نظرية الخبرة الجمالية كخبرة عالمية وموضوعية تتجاوز الإدراك الفردي، بشكل كبير على ميس. بالإضافة إلى ذلك، كان ميس مهتمًا بفلسفة فريدريش نيتشه وحاول دمج فكرته العود الأبدي في بعض مشاريعه.
كانت طريقة ميس  في التعامل مع العمارة تستند إلى مزيج من المظاهر الجمالية والوظيفية والفلسفية، الأمر الذي ساهم في تحديد العمارة الحداثية كشكل من أشكال الفن وعلم البناء.

## معرض صور

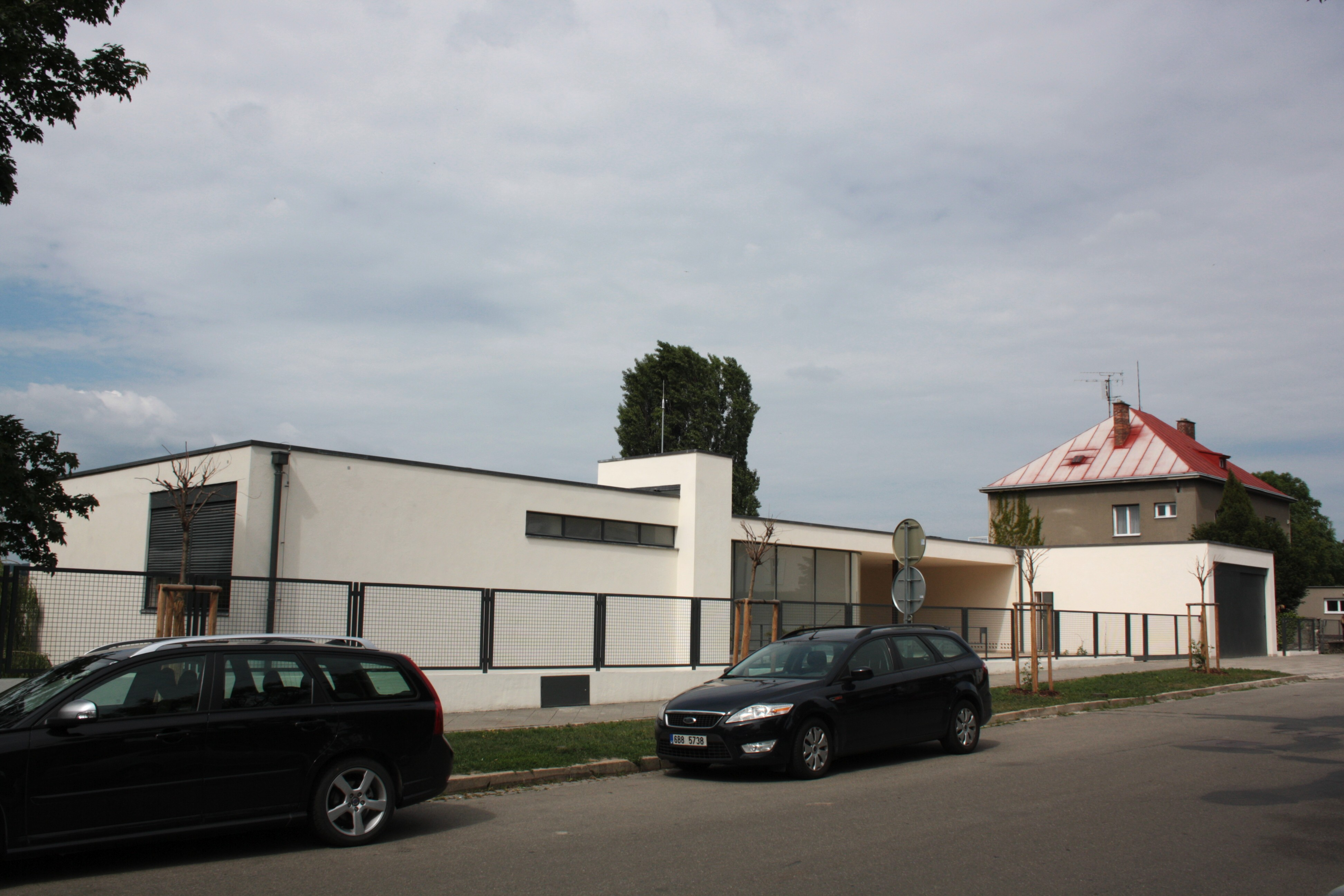
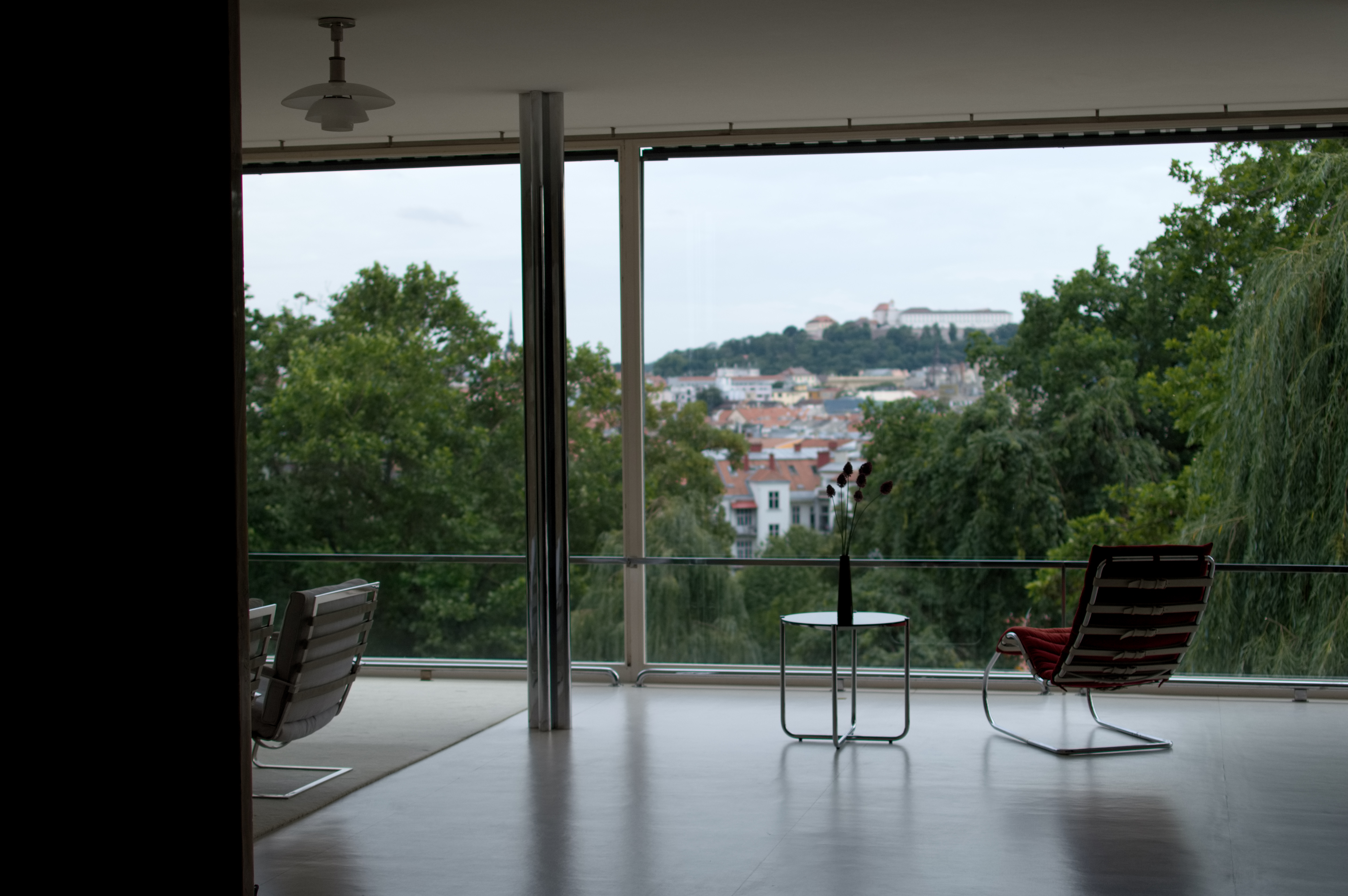
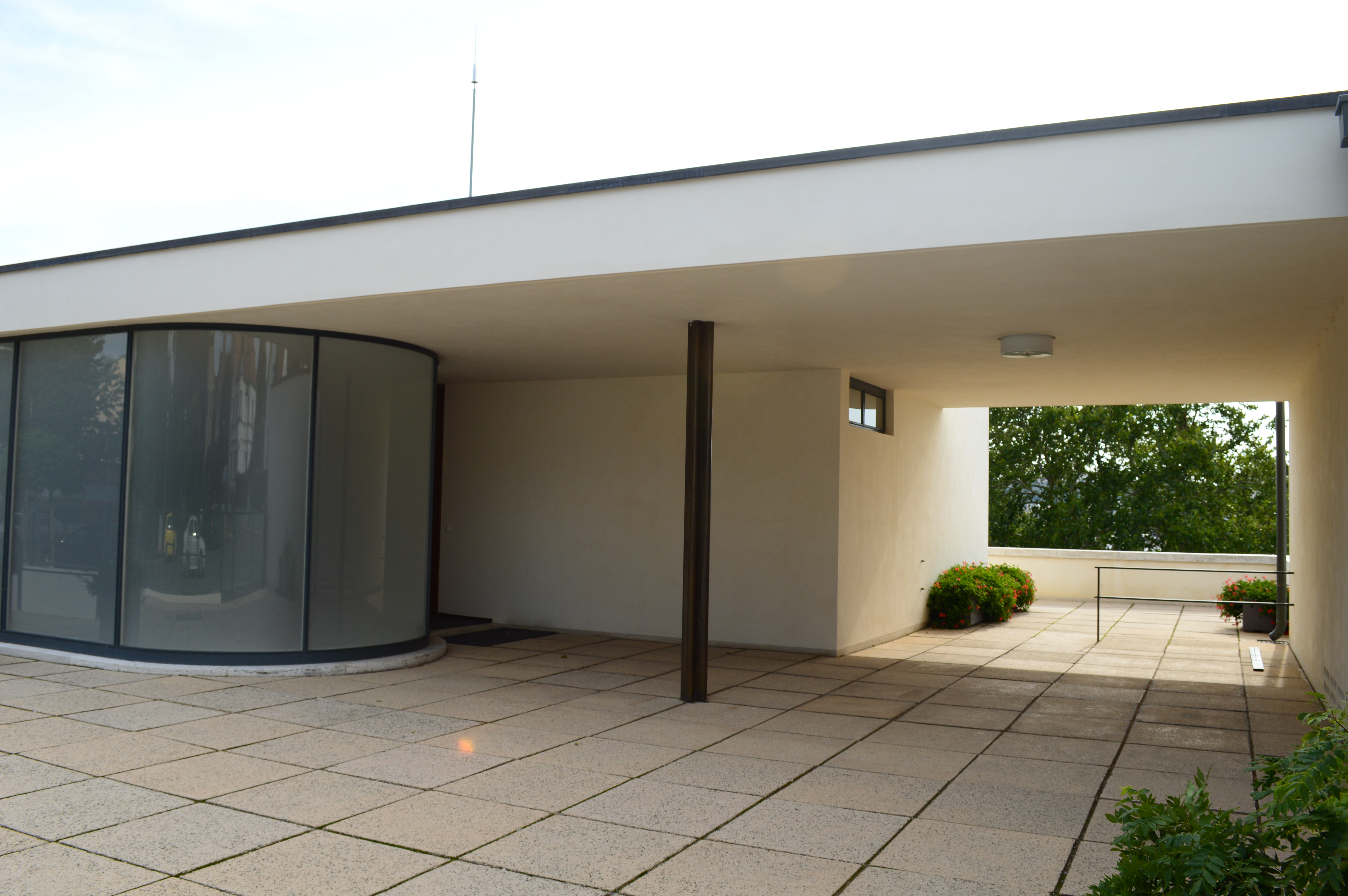
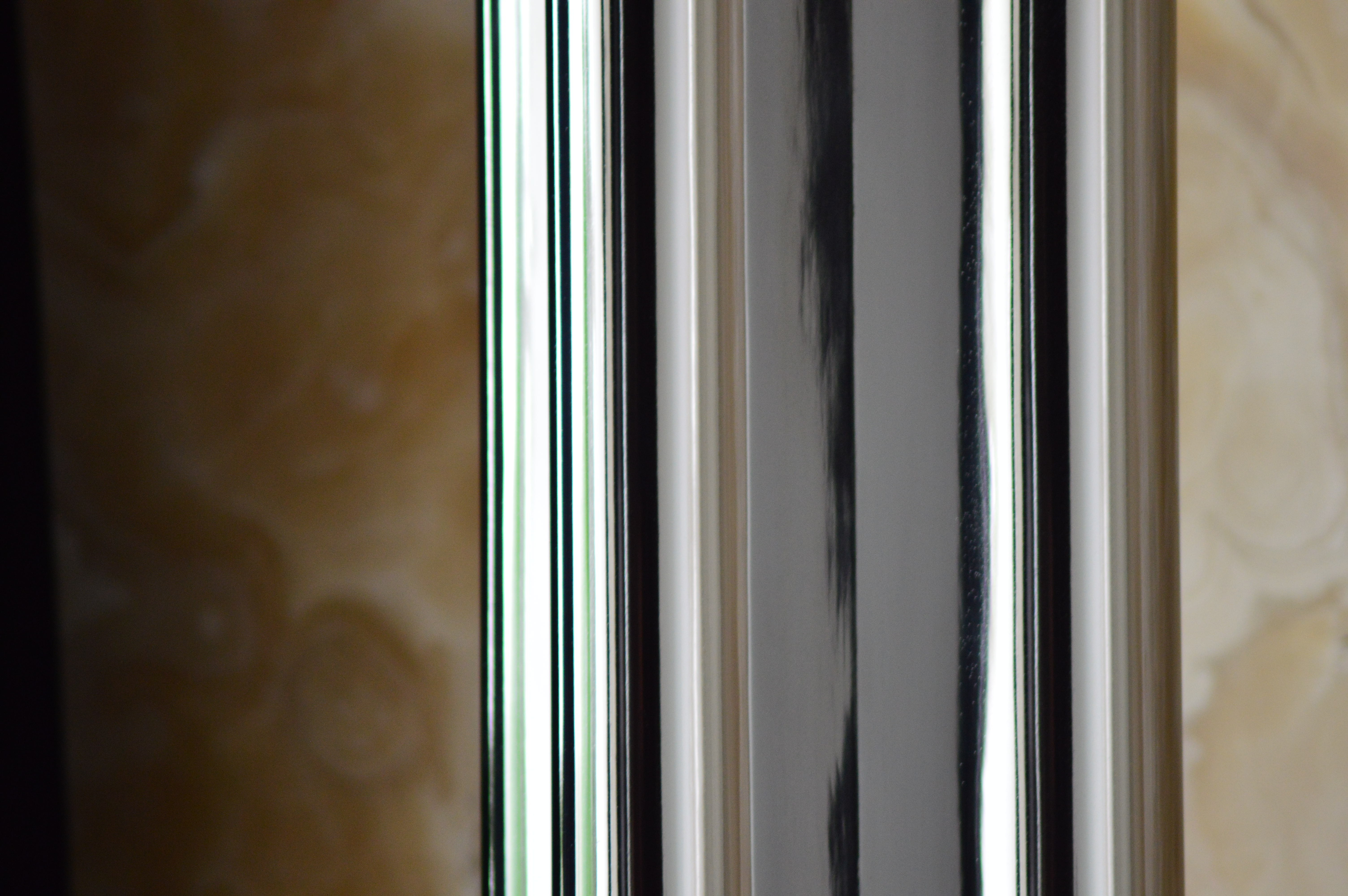
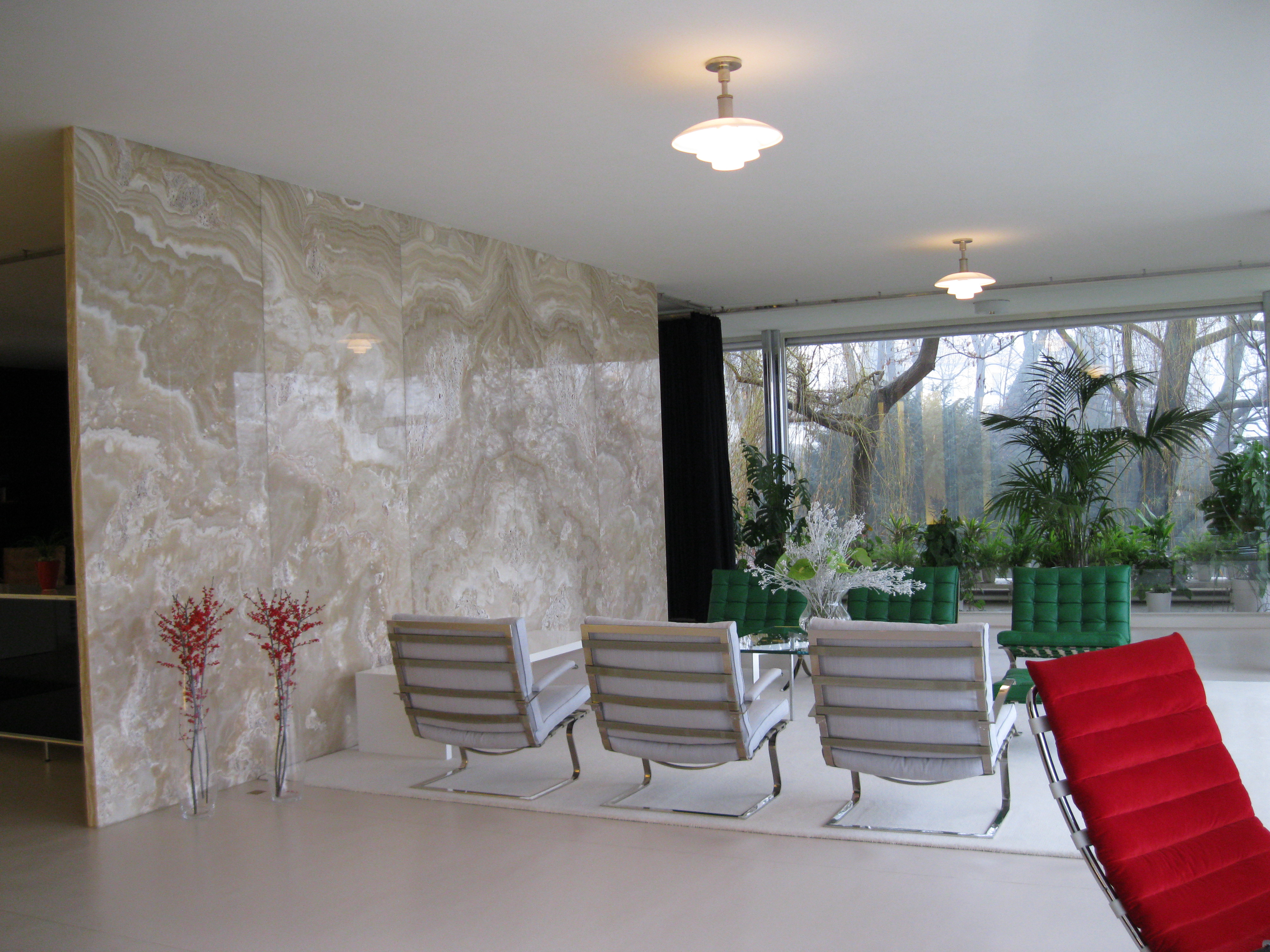
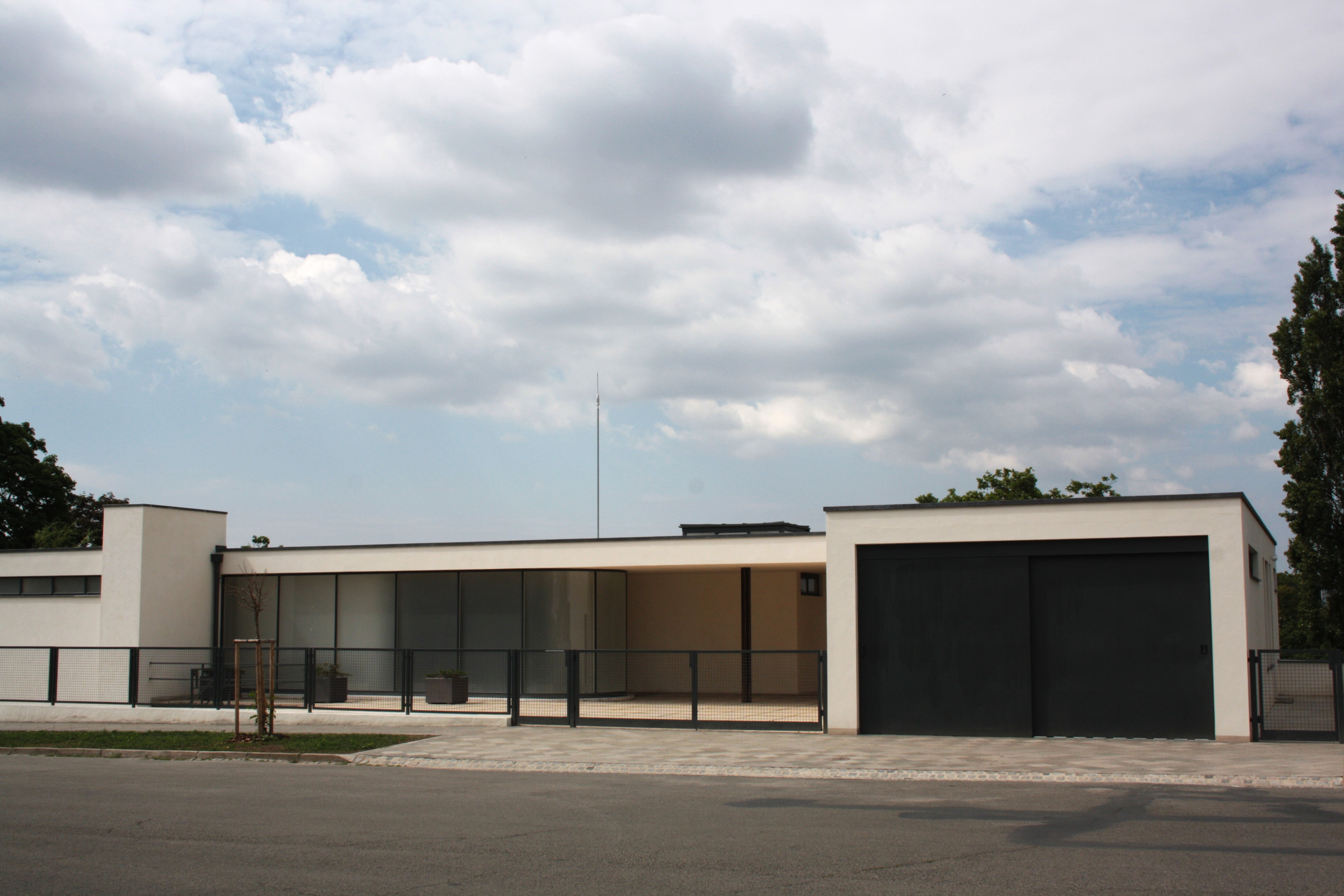